# Angelika Krüger-Leißner
Angelika Krüger-Leißner, geb. Lüdke  (* 13. August 1951 in Jüterbog, Bezirk Potsdam, DDR) ist eine deutsche Politikerin (SPD).
Angelika Krüger-Leißner war von 1998 bis 2013 und erneut kurzzeitig 2017 Mitglied des Deutschen Bundestages. Sie war unter anderem stellvertretende Vorsitzende des Ausschusses für Arbeit und Soziales sowie des Unterausschusses Auswärtige Kultur- und Bildungspolitik. Darüber hinaus war sie filmpolitische Sprecherin der SPD-Fraktion.

## Leben und Beruf
Nach dem Abitur mit gleichzeitigem Abschluss als Eisenbahnfacharbeiterin 1970 an der Erweiterten Oberschule (EOS) Jüterbog absolvierte Angelika Krüger-Leißner ein Studium der Kunsterziehung und der Geschichte in Leipzig, welches sie 1974 als Diplom-Lehrerin beendete. Anschließend war sie bis 1987 als Lehrerin in Jüterbog und Schönwalde tätig. Von 1988 bis 1989 absolvierte sie ein Zusatzstudium der Jugendhilfe. Von 1990 bis 1998 war sie Beigeordnete und Dezernentin im Kreis Nauen bzw. Landkreis Havelland.
Angelika Krüger-Leißner hat zwei Kinder.

## Partei
Angelika Krüger-Leißner trat 1990 in die SPD ein und war von 1998 bis 2002 im Landesvorstand Brandenburg.

## Abgeordnete
Von 1990 bis 1994 gehörte Angelika Krüger-Leißner dem Kreistag des Kreises Nauen an. Von 1998 bis 2008 war sie Kreistagsabgeordnete im Landkreis Havelland.
Von 1998 bis 2013 war sie Mitglied des Deutschen Bundestages. Sie war unter anderem stellvertretende Vorsitzende des Ausschusses für Arbeit und Soziales sowie stellvertretende Vorsitzende des Unterausschusses für Auswärtige Kultur- und Bildungspolitik des Deutschen Bundestages.
Angelika Krüger-Leißner war direkt gewählte Abgeordnete, zunächst 1998 des Wahlkreises Oranienburg – Nauen und ab 2002 als Abgeordnete des Wahlkreises Oberhavel – Havelland II in den Bundestag ein. Bei der Bundestagswahl 2005 erreichte sie hier 41,9 % der Erststimmen. Bei der Bundestagswahl 2013 verpasste sie jedoch nach 15 Jahren den Wiedereinzug ins Parlament, da sie ihr Direktmandat verlor und ihr Listenplatz zunächst nicht zog.
Am 25. Februar 2017 rückte sie über die Landesliste für Frank-Walter Steinmeier, der aufgrund seiner Wahl zum Bundespräsidenten sein Mandat niedergelegt hatte, ins Parlament nach.
Angelika Krüger-Leißner engagierte sich für eine fachkompetente, fachspezifische Arbeitsberatung und Arbeitsvermittlung von Kunstschaffenden.

## Politische Positionen

### Internetsperren
Im August 2009 äußerte sich Frau Krüger-Leißner sehr positiv über die französischen Pläne zur Three-Strikes-Regelung nach der Schwarzkopierer, nachdem sie dreimal erwischt wurden, vom Internet abgeklemmt werden sollen. Sie erklärte: „Wir haben starke Grundrechte in unserem Grundgesetz verankert, aber die hindern uns manchmal, einfache, klare Lösungen zu finden.“ Aus Sicht von Frau Krüger-Leißner müsse grundsätzlich den Rechteinhabern ein besserer und konsequenterer Schutz des geistigen Eigentums zustehen. Den alternativen Ansatz einer Kulturflatrate bezeichnete Krüger-Leißner als noch „sehr vage“ und in seiner jetzigen Form „nicht brauchbar“. Sie betrachtet ihn als „ungerecht“, da die Nutzungsart und -intensität unterschiedlich sei und so dem Bürger neue Kosten aufgebürdet würden.

## Ehrenamtliche Mitgliedschaften
- stellv. Vorsitzende des Jugendaufbauwerks Nauen e. V.[5]